# Cascade Creek
Pour les articles homonymes, voir Cascade.
La Cascade Creek est un cours d'eau américain qui coule dans le comté de Mariposa, en Californie. Alimentée par la Tamarack Creek, elle se jette dans la Merced. L'ensemble de son cours est situé dans la Yosemite Wilderness, au sein du parc national de Yosemite, sauf la dernière section, une chute d'eau appelée The Cascades.
Dans son récit de voyage Un été dans la Sierra, publié en 1911, John Muir indique avoir campé sur les bords de la rivière, pendant une transhumance, le 12 juillet 1869 au soir.